# Frédéric Zigante

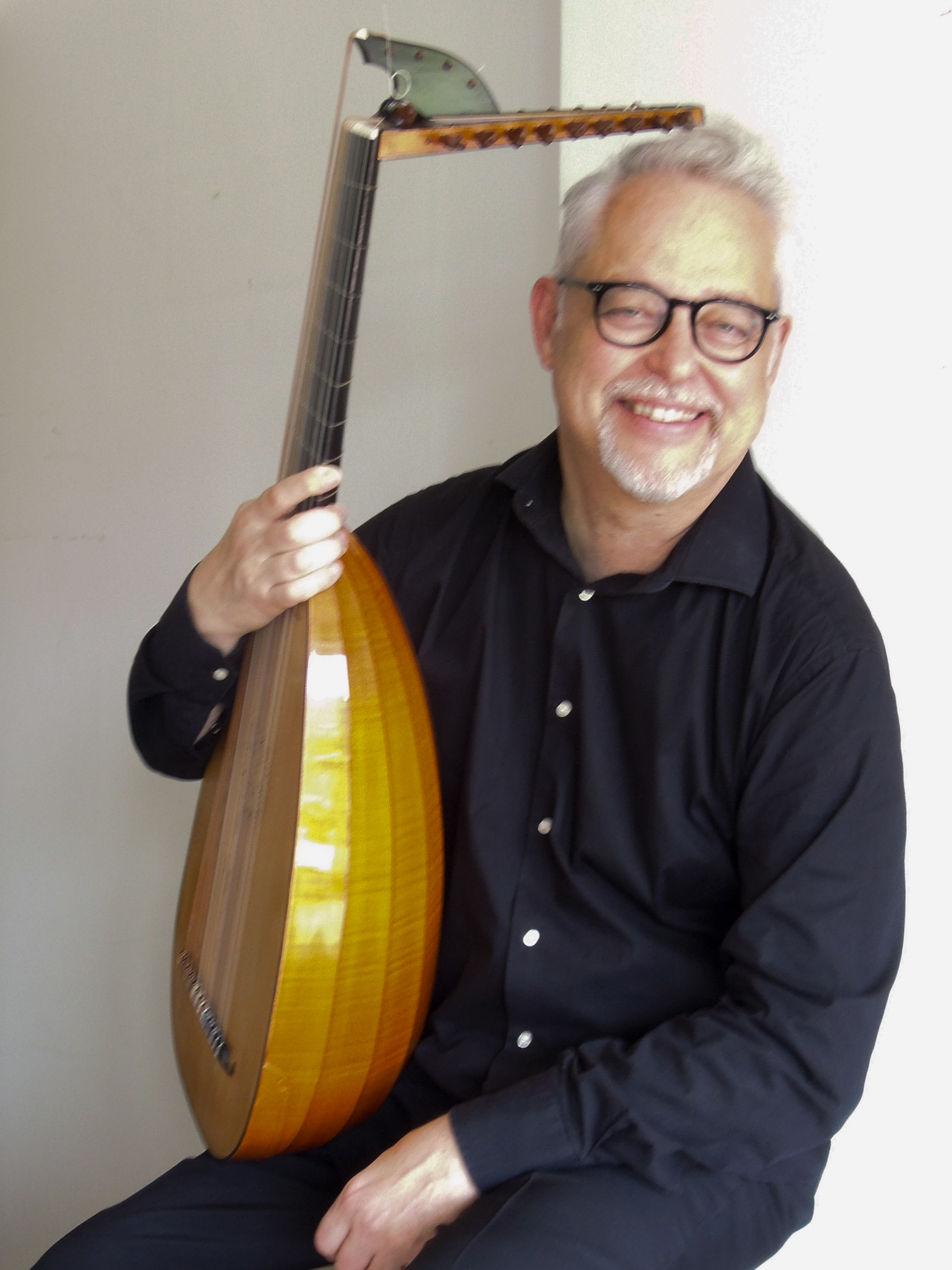

Frédéric Zigante (Roubaix, 2 maggio 1961) è un musicista e chitarrista italiano.

## Nota biografica
Nato in Francia nel 1961, cresciuto a Torino, si è formato con Alirio Diaz, Alexandre Lagoya e Ruggero Chiesa, diplomandosi presso il Conservatorio di Milano. Ha studiato anche composizione con Carlo Pinelli, liuto e basso continuo con Evangelina Mascardi.
Ha iniziato giovanissimo una attività concertistica internazionale (Gran Bretagna, Ungheria, Grecia, Spagna, Germania, Francia, Svizzera, Giappone, Olanda, Norvegia Cina, Polonia, Malesia, Slovenia, Singapore, a parte l'Italia) che lo ha portato ad esibirsi in sale quali la Suntory Hall di Tokyo e il Concertgebouw di Amsterdam.
Ad una intensa attività discografica (24 compact disc per le etichette Frequenz, Arts, Stradivarius, Adda, Naxos e Brilliant) ha affiancato le registrazioni radiofoniche per la BBC, Radio France, Radio Suisse Romande e la Rai. I suoi dischi comprendono l’integrale delle musiche originali per chitarra sola di Niccolò Paganini, l’integrale delle opere per liuto di Johann Sebastian Bach, due integrali delle opere per chitarra di Heitor Villa-lobos (1994 Stradivarius-2011 Brilliant) e le integrali per chitarra di Joaquín Turina e Federico Mompou.
Specialista del repertorio del primo Ottocento - che suona sovente su strumenti d’epoca - ha compiuto ricerche sulla prassi esecutiva e lo stile, che si sono tradotte sia in diversi studi ed articoli, sia nelle registrazioni dell'integrale per chitarra sola di Paganini (4 Cd), de Le Rossiniane di Mauro Giuliani (2 Cd), delle opere per voce e chitarra di Ludwig Spohr e di lavori inediti di Napoléon Coste.
Non meno vivo l'interesse verso gli sviluppi della chitarra del Novecento, con prime esecuzioni assolute (Concerto per chitarra e archi di Boris Asafiev, Concertino pour guitare et orchestre, Ballade, Passacaille di Alexandre Tansman) e prime esecuzioni italiane (Poèmes de la mort di Frank Martin, Hika di Leo Brouwer, Electric conterpoint di Steve Reich). Si deve a lui la riscoperta del Concertino pour guitare et orchestre di Alexandre Tansman, opera del 1945 che ha suonato in prima assoluta nel 1995 e di cui ha curato in seguito la prima registrazione discografica.
Ha registrato anche l'integrale delle opere per chitarra di Villa-Lobos, compiendo per la prima volta un attento riscontro sui manoscritti. Proprio questa attività di ricerca è all’origine dell’incarico conferitogli dalle Éditions Max Eschig di Parigi per la realizzazione dell’edizione critica dell’opera omnia per chitarra di Villa Lobos. Nel lavoro preparatorio sulle fonti autografe Frédéric Zigante ha portato alla luce un brano del tutto sconosciuto dell’autore brasiliano, la Valse-Choro, concepita per una primitiva versione della Suite populaire brésilienne.
Raggiunta la maturità artistica, ha dedicato molto tempo a sviluppare la sua attività di ricerca sulla letteratura originale per chitarra: ha pubblicato una quarantina di volumi con le Éditions Max Eschig (Hal Leonard), Ricordi, Schott et Bèrben. Dirige presso Eschig la collana The best of…. con 9 volumi monografici usciti fino a oggi e dedicati a Tárrega, Sor, Carulli, Giuliani, Paganini, Villa-Lobos, Tansman, Pujol, Brouwer e Rodrigo. Sempre per Eschig dirige la Guitar Library (con una importante Antologie de la musique française du XXème siècle) e la versione per chitarra della collana Signature per la quale ha pubblicato l’edizione critica delle Douze Études di Heitor Villa-Lobos e delle Études di Leo Brouwer. Per le edizioni Bèrben dirige la Collection Ida Presti-Alexandre Lagoya (9 volumi pubblicati su 14 previsti). Il suo lavoro editoriale è caratterizzato da un approccio scientifico del testo musicale.
All'attività concertistica e di ricerca ha sempre affiancato quella didattica: vincitore di concorso a cattedre per lo Stato italiano nel 1994 è diventato titolare al Conservatorio «Giuseppe Tartini» di Trieste, rimanendovi per 14 anni. In seguito ha insegnato al Conservatorio «Antonio Vivaldi» di Alessandria e attualmente è titolare al Conservatorio «Giuseppe Verdi» di Milano. Tiene numerose masterclass in Italia e in Europa ed è stato invitato a far parte delle giurie dei più prestigiosi concorsi di interpretazione.

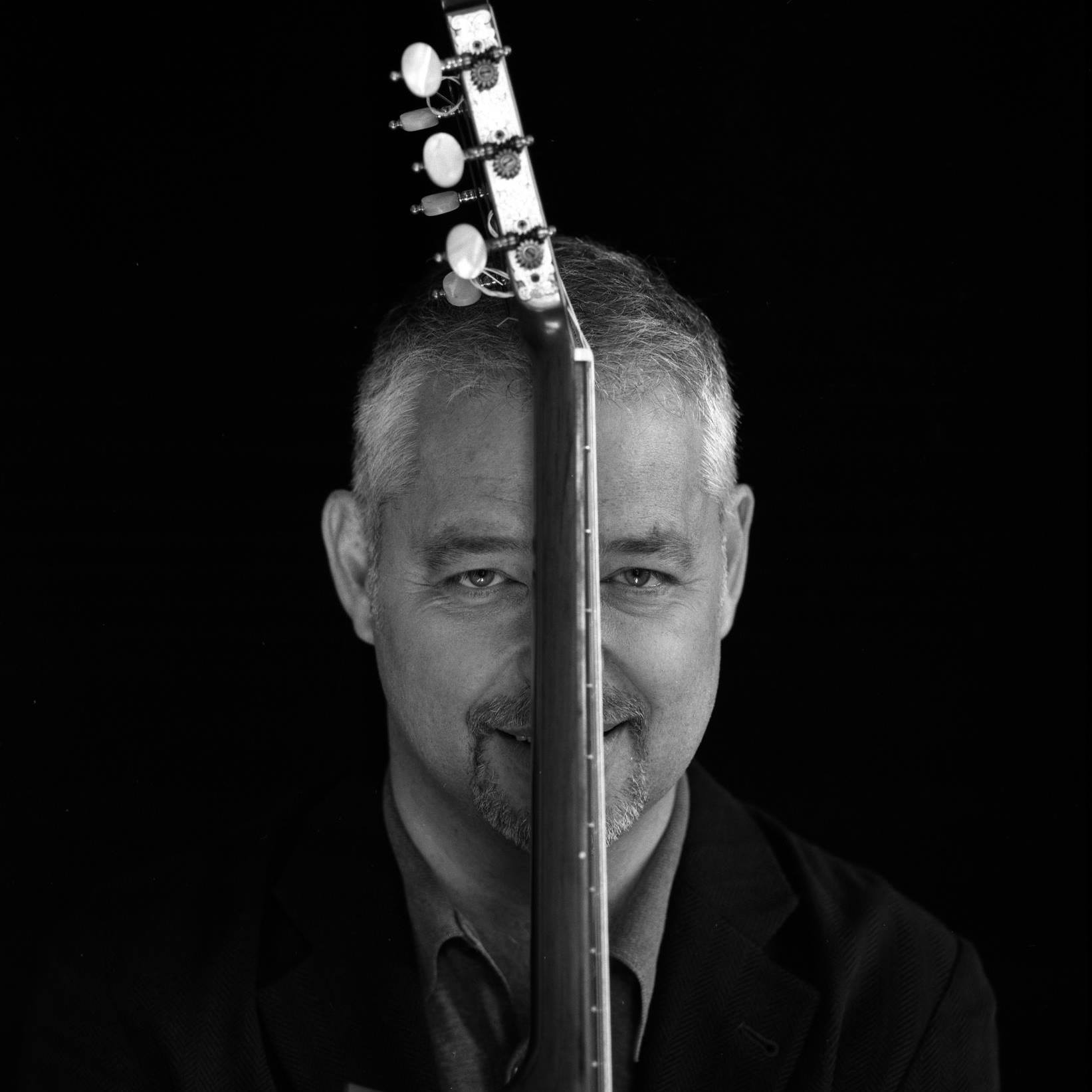
Frederic Zigante

## Pubblicazioni
- Heitor Villa-Lobos, Douze études - New critical edition, Editions Max Eschig
- Heitor Villa-Lobos, Choros n.1 - Simples - Valsa-Concerto op.8 n.2 - New critical edition, Editions Max Eschig
- Heitor Villa-Lobos, Cinq Préludes - New critical edition, Editions Max Eschig
- Heitor Villa-Lobos, Suite Populaire Brésilienne - New critical edition, Editions Max Eschig
- Frédéric Mompou, Suite compostelana - New edition, Editions Salabert
- Mario Castelnuovo-Tedesco: Greeting Cards Op. 170 - Vol. 1- 21 pieces for guitar (1954-1966) New critical edition, RICORDI
- Mario Castelnuovo-Tedesco: Sonatina Canonica pour deux guitares, Op. 196 (1961) New critical edition, Editions Max Eschig
- Mario Castelnuovo-Tedesco: Sonatina pour flute et guitare, Op. 205 (1965) New critical edition, Editions Max Eschig
- Darius Milhaud Segoviana, op. 366, Edited by Frédéric Zigante, Editions Alphonse Leduc (30876- 2020)
- Mauro Giuliani, Le Rossiniane op. 119-124 , New critical edition, Editions Durand
- Johann Sebastian Bach, Complete works for lute and Ciaccona, Ricordi Guitar Series
- Fernando Sor Gran solo pour guitare ou Lyre op. 14 - version de Pierre-Joseph Porro (1811-12) - Editions Max Eschig
- Alexandre Tansman Suite in Modo Polonico -Version pour guitare et harpe (1976), Editions Max Eschig
- Alexandre Tansman Hommages (Ballade - Hommage à Chopin - Hommage à Lech Walesa) - New critical edition, Editions Max Eschig
- Alexandre Tansman Cavatine (with Danza pomposa) - New critical edition, Schott
- Alexandte Tansman Sonatine pour guitare (1953) - Urtext and version pour deux guitares, Bérben
- Alexandre Tansman, The best of Alexandre Tansman en vingt-cinq morceaux, Editions Max Eschig
- Ferdinando Carulli, The best of Ferdinando Carulli en 26 morceaux, Editions Max Eschig
- Joaquin Rodrigo, The best of Joaquin Rodrigo en 16 morceaux, Editions Max Eschig
- Leo Brouwer, The best of Leo Brouwer en dix-neuf morceaux, Editions Max Eschig
- Heitor Villa-Lobos, The best of Heitor Villa-Lobos en huit morceaux, Editions Max Eschig
- Fernando Sor, The best of Fernando Sor en 26 morceaux, Editions Max Eschig
- Francisco Tarrega , The best of Francisco Tarrega en 33 morceaux. Editions Max Eschig
- Mauro Giuliani, The best of Mauro Giuliani en 20 morceaux, Editions Max Eschig
- Emilio Pujol, The best of Emilio Pujol en 26 morceaux. Editions Max Eschig
- Leo Brouwer, Tres piezas latinoamericanas, Editions Max Eschig
- Leo Brouwer Estudios sencillos - New critical edition, Editions Max Eschig
- AA.VV., 20th Century Italian Composers, Ricordi Guitar Series
- AA.VV. 20th Century French Composers, Editions Max Eschig
- Mauro Giuliani, Rossiniana n.1 op.119, GuitART Edizioni
- Johann Sebastian Bach, Complete works for lute, GuitART Edizioni
- Johann Sebastian Bach, Ciaccona BWV 1004, Edizioni Suvini-Zerboni Milano
- Fernando Sor, Cinquième Fantaisie Op. 16, Edizioni Suvini-Zerboni Milano
- Ferdinando Caruli, Addio di Ferdinando Carulli in occasione della sua partenza dall'Italia, dedicato ai suoi Amici, Editions Max Eschig
- Mauro Giuliani, Variazioni Op. 102 sul tema 'Nume perdonami' de «I Baccanali di Roma» di P. Generali, Editions Max Eschig
- Mauro Giuliani, Variazioni Op. 146 sul rondò 'Non più mesta' da «La Cenerentola» di G. Rossini, Editions Max Eschig
- Mauro Giuliani, Variazioni Op. 87 sul tema 'Di tanti palpiti' dal «Tancredi» di G. Rossini, Editions Max Eschig
- Mauro Giuliani, Variazioni Op. 101 sul tema 'Deh! calma o ciel' da «Otello» di G. Rossini, Editions Max Eschig
- Alexandre Tansman, Ballade (Homage à Chopin), Editions Max Eschig
- Alexandre Tansman, Posthumous Works for guitar, Berben Edizioni
- Georg Friederich Handel, Ciaccona, Fugue et Allegro - Trascrizione per due chitarre di Alexandre Lagoya, Berben Edizioni (Collection Presti/Lagoya)
- Johann Sebastin Bach, Preludi e fughe dal Clavicembalo ben temperato - Trascrizione per due chitarre di Alexandre Lagoya, Berben Edizioni (Collection Presti/Lagoya)
- Johann Sebastian Bach, Suites Inglesi e Francesi - Trascrizione per due chitarre di Alexandre Lagoya, Berben Edizioni (Collection Presti/Lagoya)
- Domenico Scarlatti, Six Sonatas - Trascrizione per due chitarre di Alexandre Lagoya, Berben Edizioni (Collection Presti/Lagoya)
- AA.VV., 12 Baroque Masterpieces - Trascrizione per due chitarre di Alexandre Lagoya, Berben Edizioni (Collection Presti/Lagoya)
- Ida Presti Oeuvres originales pour deux guitares (ed. Olivier Chassain) - Bérben Edizioni (Collection Presti/Lagoya)
- Ida Presti Oeuvres originales pour guitare seule (ed. Olivier Chassain) - Bérben Edizioni
- Niccolò Paganini Sonata Concertante - Trascrizione per due chitarre di Alexandre Lagoya, Berben Edizioni (Collection Presti/Lagoya)
- Franz Schubert: Sonata Arpeggione (Berben Edizioni, Collection Presti/Lagoya, vol. 8)
- Ludwig van Beethoven: Andante con variazioni - Adagio - Sonatina (Berben Edizioni, Collection Presti/Lagoya, vol. 9)

## Discografia
- Leo Brouwer Hika and the young composer - Hika, in memoriam Toru Takemitsu - Tres Apuntes - Elogio de la Danza - Fuga n.1 - Estudios sencillos - Danza caracteristica - Brilliant 1cd
- Heitor Villa-Lobos The complete works for guitar - Brilliant 2 cd
- Alexandre Tansman Concertino pour guitare et orchestre-Cavatine- Ballade- Suite in modo polonico-Hommage à Lech Walesa (Royal Ballet Orch. cond Andrew Penny) Stradivarius
- Música española Manuel de Falla - Joaquín Turina - Federico Mompou - Stradivarius
- Johann Sebastian Bach Complete works for lute and Ciaccona - Stradivarius 2 cd
- Niccolò Paganini Complete Guitar Music - Arts 4 cd
- Napoleon Coste Guitar Music - Naxos
- Mauro Giuliani Le Rossiniane- Arts 2 cd
- Ludwig Spohr - Mauro Giuliani Music for voice and guitar (with Lucia Rizzi) - Stradivarius
- Heitor Villa-Lobos, The complete works for guitar - Stradivarius
- Mauro Giuliani Ariette, Romanze, Variazioni, Valzer - Frequenz
- Bach- Villa-Lobos - Martin Recital Drums LP